# Réserve forestière de Headwaters
 La Réserve forestière de Headwaters est un groupe de bosquets de séquoias redwood (Sequoia sempervirens), d'une surface de 30 km², géré par le Bureau of Land Management dans le cadre du National Landscape Conservation System. Situé dans l'écorégion des forêts côtières du nord de la Californie près de Humboldt Bay, en Californie, il appartenait en grande partie à la Pacific Lumber Company, aujourd'hui disparue, qui a été rachetée par Charles Hurwitz et Maxxam Inc, à la suite d'une prise de contrôle hostile en 1985. Depuis cette époque, la forêt Headwaters a été le site de nombreuses tree-sittings et de démonstrations anti-abattage, qui ont suivi après que Maxxam a changé les politiques séculaires de la Pacific Lumber Company avec une coupe à blanc.    
Le climat est caractérisé par des conditions maritimes d'hivers frais, humides et brumeux et des étés nuageux frais à chauds. Les altitudes varient de 30 mètres à 610 mètres. 

## Aperçu

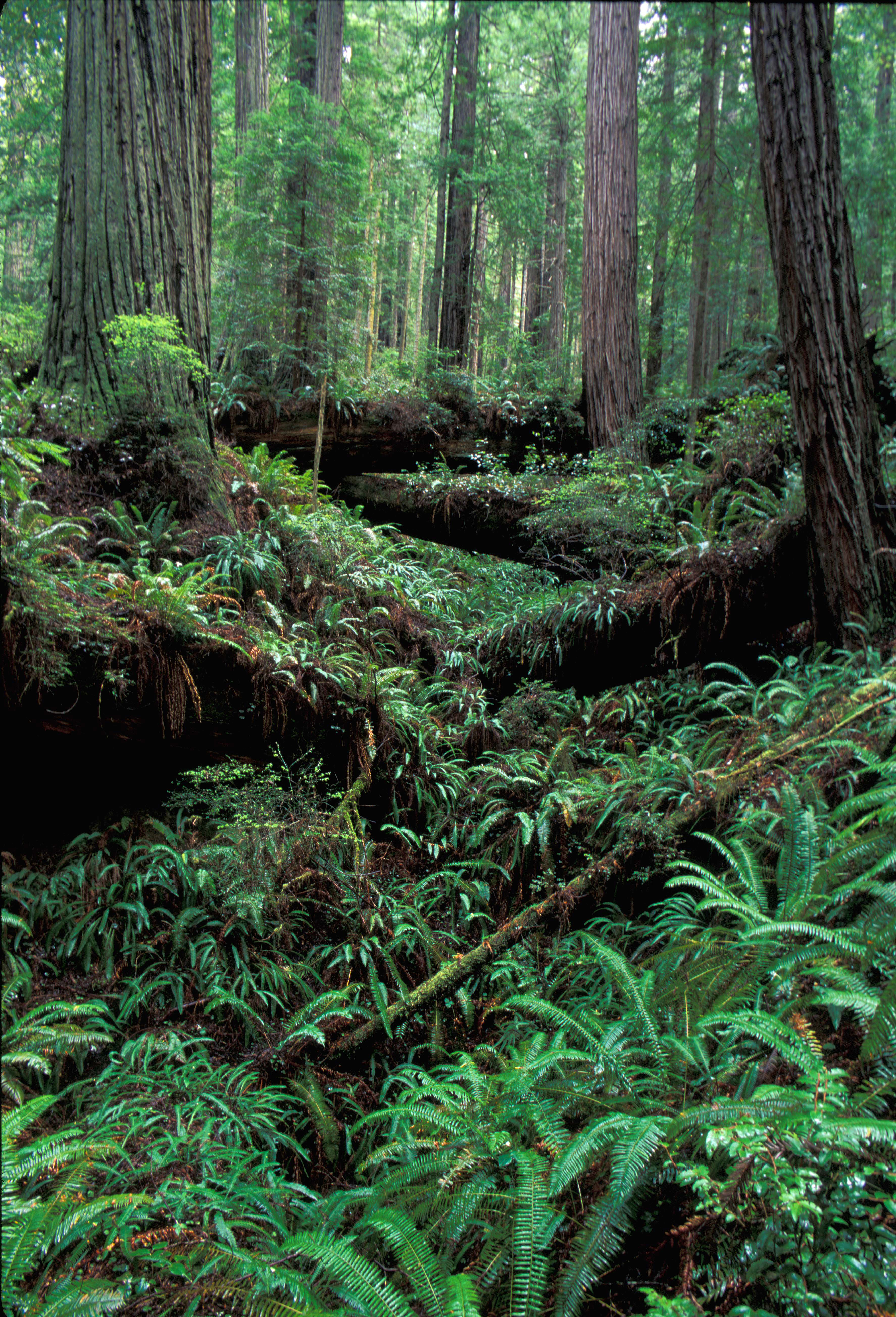
Réserve forestière Headwaters

La réserve a été créée en 1999. Elle a vu le jour après un effort de 15 ans pour sauver l'ancien écosystème (avec certains arbres estimés à plus de deux mille ans), et éviter d'être coupé à blanc. Près de 60% de ce qui est maintenant la réserve a été récoltée par coupe à blanc avec plus de 56 km de construction de routes et plus d'une centaine de traversées de cours d'eau qui ont considérablement dégradé la capacité des bassins versants à stocker et filtrer les eaux de ruissellement. La partie intacte, cependant, est une forêt dense et ancienne avec des conditions de bassin versant immaculées. 
Cette réserve de 30 km² est une terre publique et est sous la gérance du Département américain de l'intérieur, Bureau of Land Management (BLM). Sur ce total, 12,5 km² sont des peuplements de séquoias anciens entourés de 17,5 km² de terres forestières précédemment récoltées, qui ont été incluses dans l'achat pour protéger le bassin versant lié à la forêt ancienne. La réserve est située à environ 9,7 km au sud-est de la ville d'Eureka, mais elle est gérée par des responsables BLM des bureaux régionaux de l'agence à Arcata à proximité. 
Selon le BLM, «la réserve est mise de côté pour protéger et préserver les valeurs écologiques et fauniques de la région, en particulier les peuplements de séquoias centenaires qui fournissent un habitat au Guillemot marbré menacé, à la Chouette tachetée du Nord, aux stocks de saumon indigène et autres espèces anciennes tributaires des forêts. . . " Ainsi que les systèmes de cours d'eau qui fournissent un habitat au saumon coho menacé. Les autres arbres forestiers de la réserve comprennent le sapin de Douglas, le tanoak, l'épinette de Sitka, le cèdre rouge de l'Ouest, la pruche de l'Ouest et l'aulne rouge. Il y a des plantes à distribution limitée dans la réserve, comme par exemple le lys de Kellogg. 
La réserve forestière de Headwaters est l'un des rares refuges restants pour les oiseaux marins en voie de disparition, le guillemot marbré. Le guillemot marbré fait son nid sur de grosses branches de séquoia entre le 25 mars et le 15 septembre. La nidification des oiseaux marins peut être perturbée de manière désastreuse par l'activité humaine. Les visiteurs ne sont pas autorisés à pénétrer dans la forêt pendant la saison de reproduction, du 25 juin au 1er août environ.
C'est la seule réserve forestière des États-Unis et elle est gérée comme une réserve naturelle du National Landscape Conservation System du BLM. 

### Contexte
La législation fédérale (loi publique 105-83) autorisant l'acquisition de la propriété résulte d'un accord entre le ministère de l'Intérieur et la Pacific Lumber Company en septembre 1996. Cette législation a établi une frontière spécifique avec des points d'accès, a appelé à une acquisition conjointe entre l'État fédéral et le BLM, l'agence de gestion et l'État de Californie ayant une servitude de conservation, et a exigé un plan de gestion pour la forêt. La servitude de l'État de Californie confère à l'État la responsabilité de veiller à ce que «toutes les activités humaines avec la forêt des eaux d'amont soient conformes aux buts et objectifs énoncés..." Le département californien des poissons et de la faune représente l'intérêt de l'État.  

### Accord
L'accord comportait deux parties principales: premièrement, il prévoyait 380 millions de dollars de fonds publics pour l'achat de la réserve. Deuxièmement, il exigeait qu'un plan de conservation de l'habitat soit élaboré et approuvé pour permettre une exploitation forestière limitée sur les 850 km² restants de terrains forestiers de la Pacific Lumber Company. La réserve forestière de Headwaters est la plus grande zone de séquoias anciens protégés à la suite des protestations estivales de Redwood. 

### Législation fédérale et étatique
La loi a été adoptée par le Congrès américain en octobre 1997, qui a engagé la part du gouvernement de 250 millions de dollars du prix d'achat. La Californie a fourni sa part de 130 millions de dollars avec une exigence de conditions plus strictes concernant le plan de conservation de l'habitat. Plus précisément, des zones tampons non coupées plus larges, des interdictions de coupe dans certaines zones et une exigence pour l'analyse des bassins versants. De plus, le chapitre 615 a autorisé l'achat de deux parties supplémentaires, les propriétés Owl Creek et Grizzly Creek. Enfin, il a fourni au comté de Humboldt 12 millions de dollars d'aide économique.

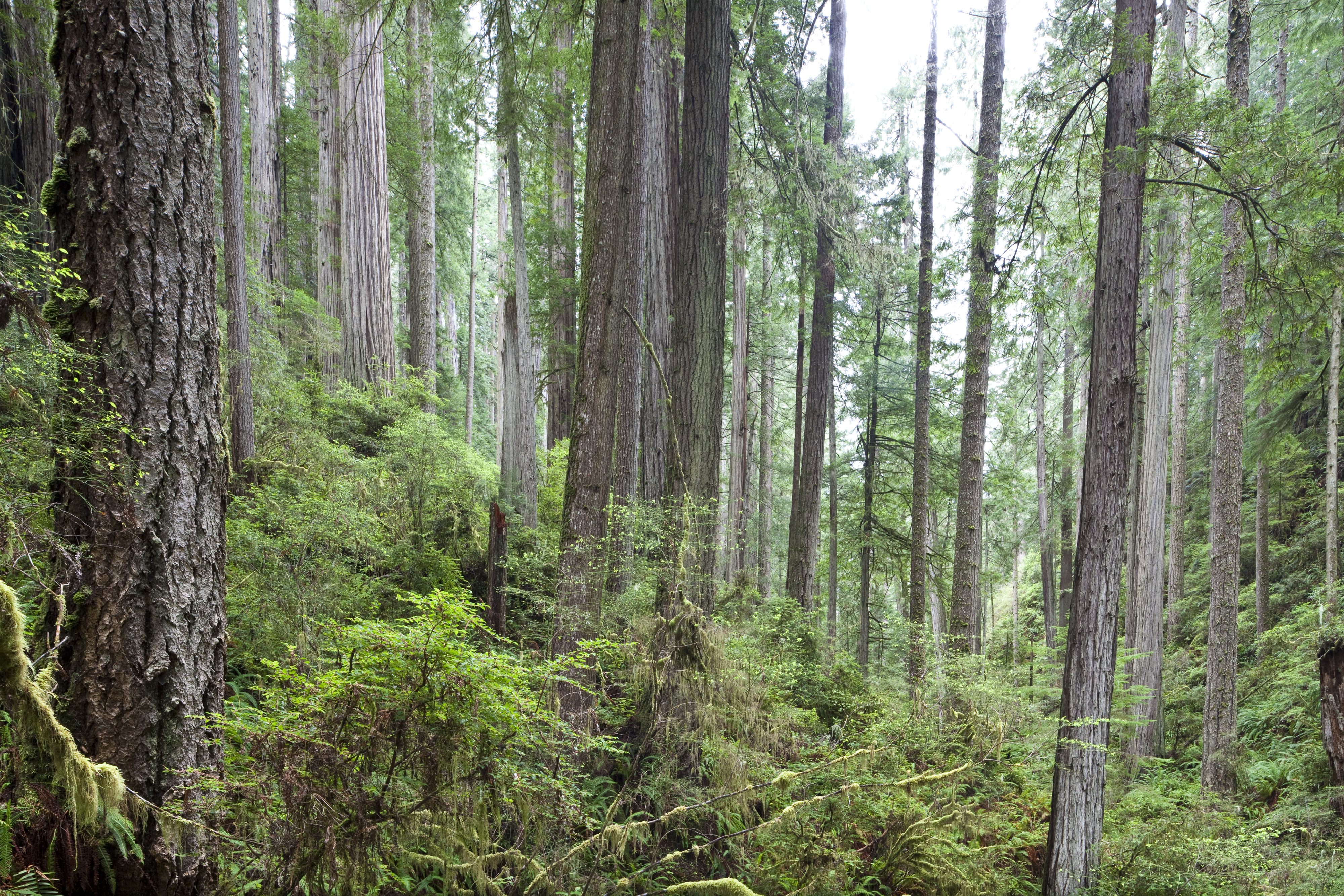
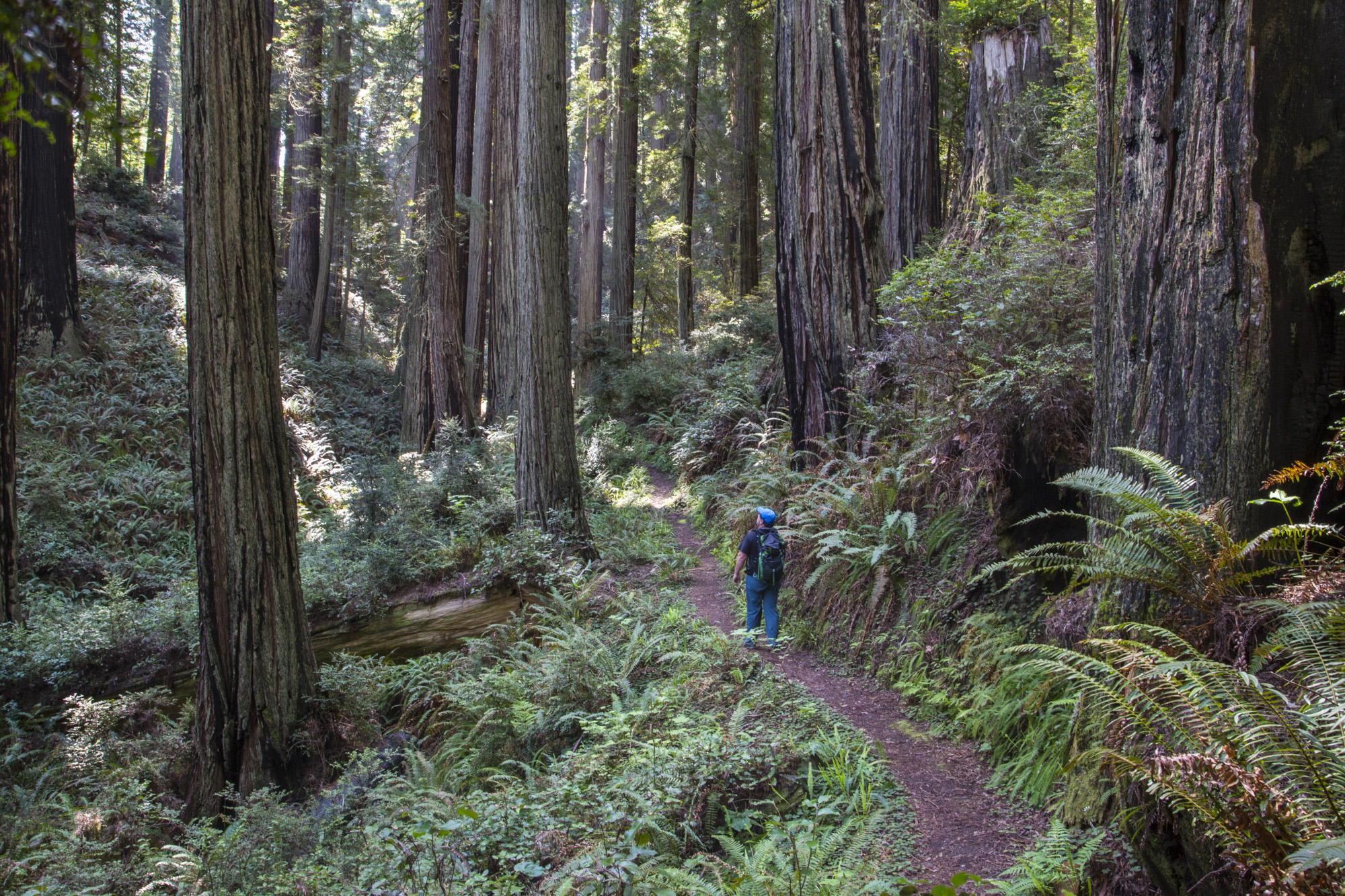
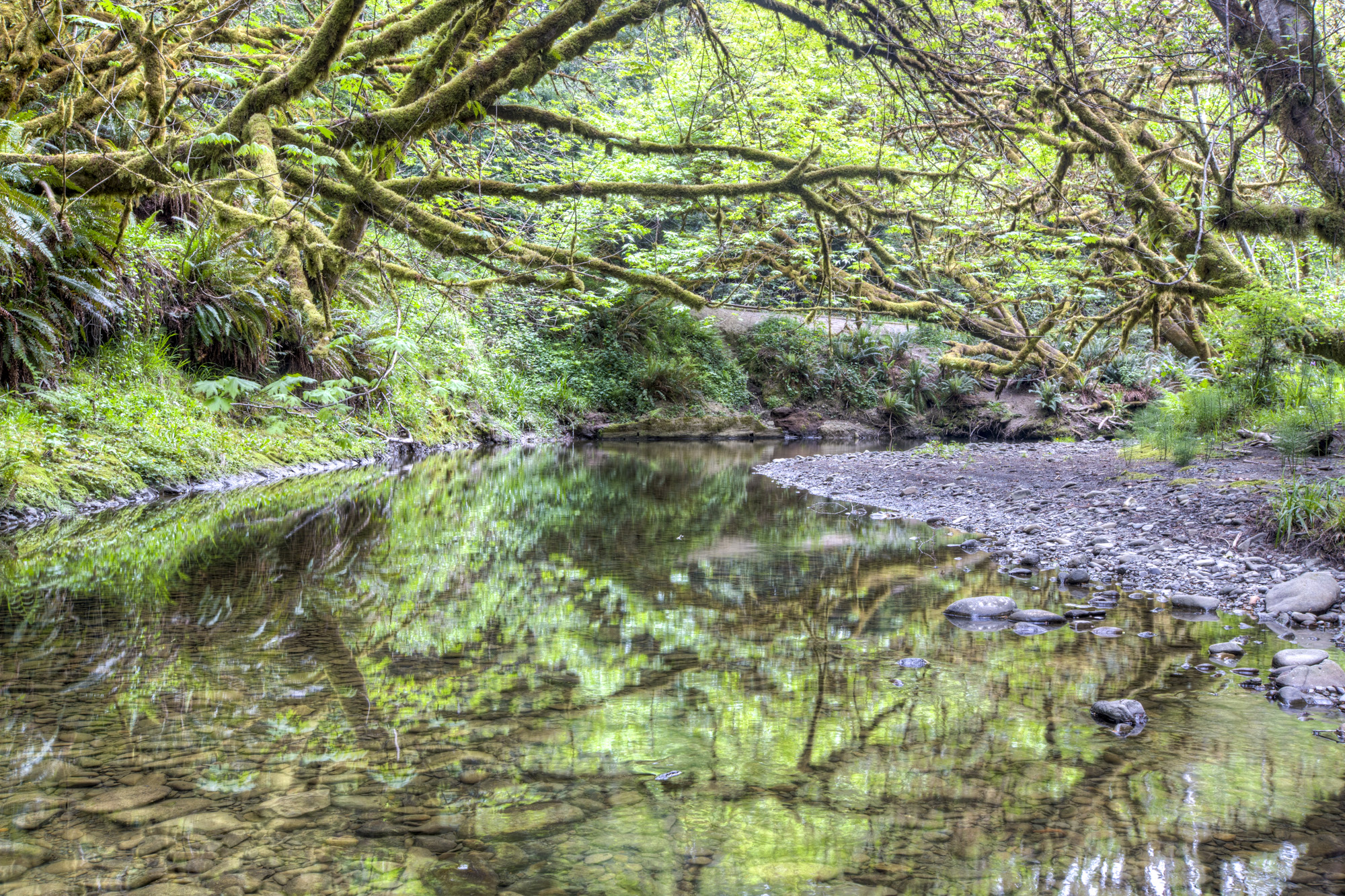
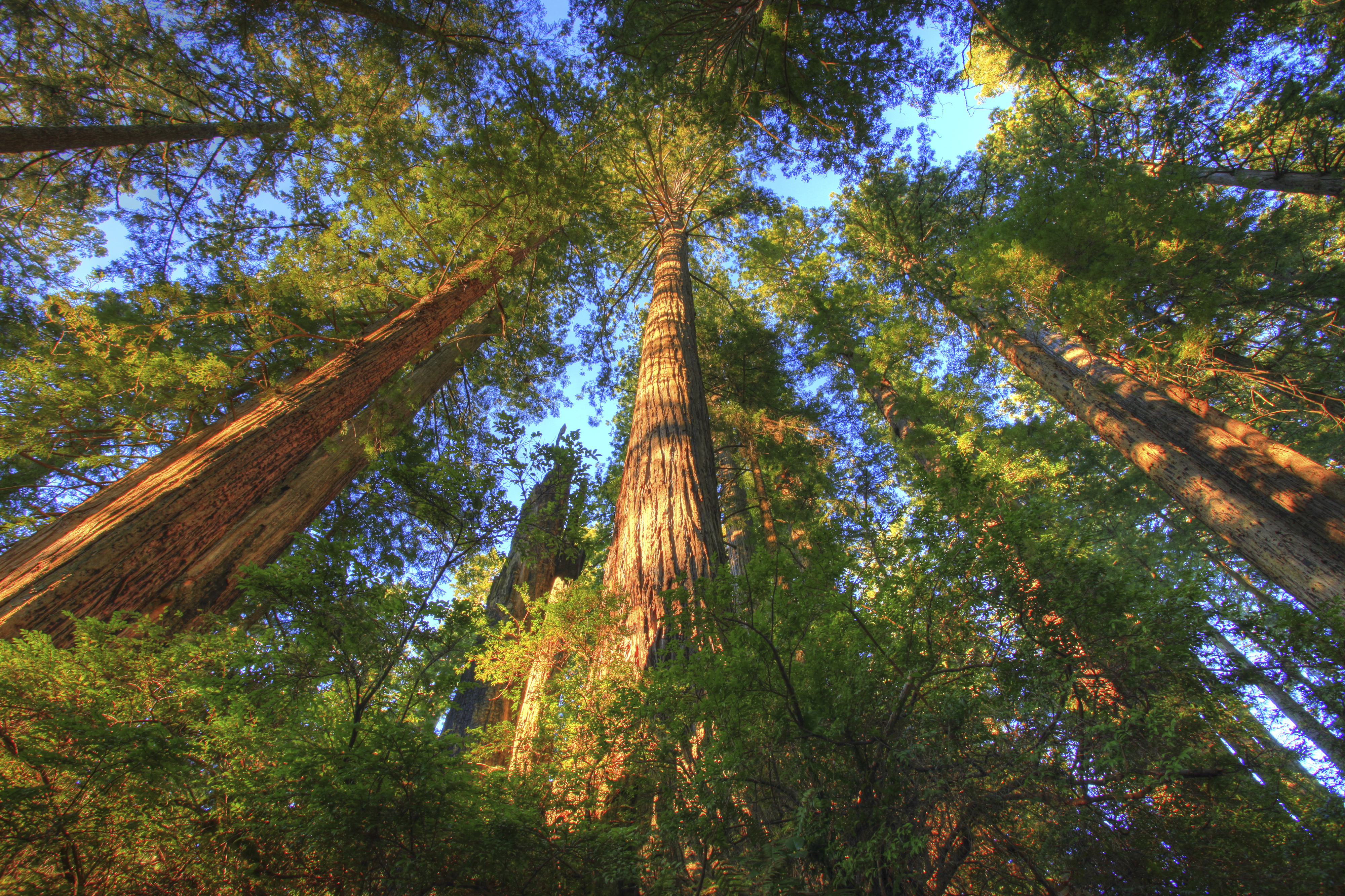
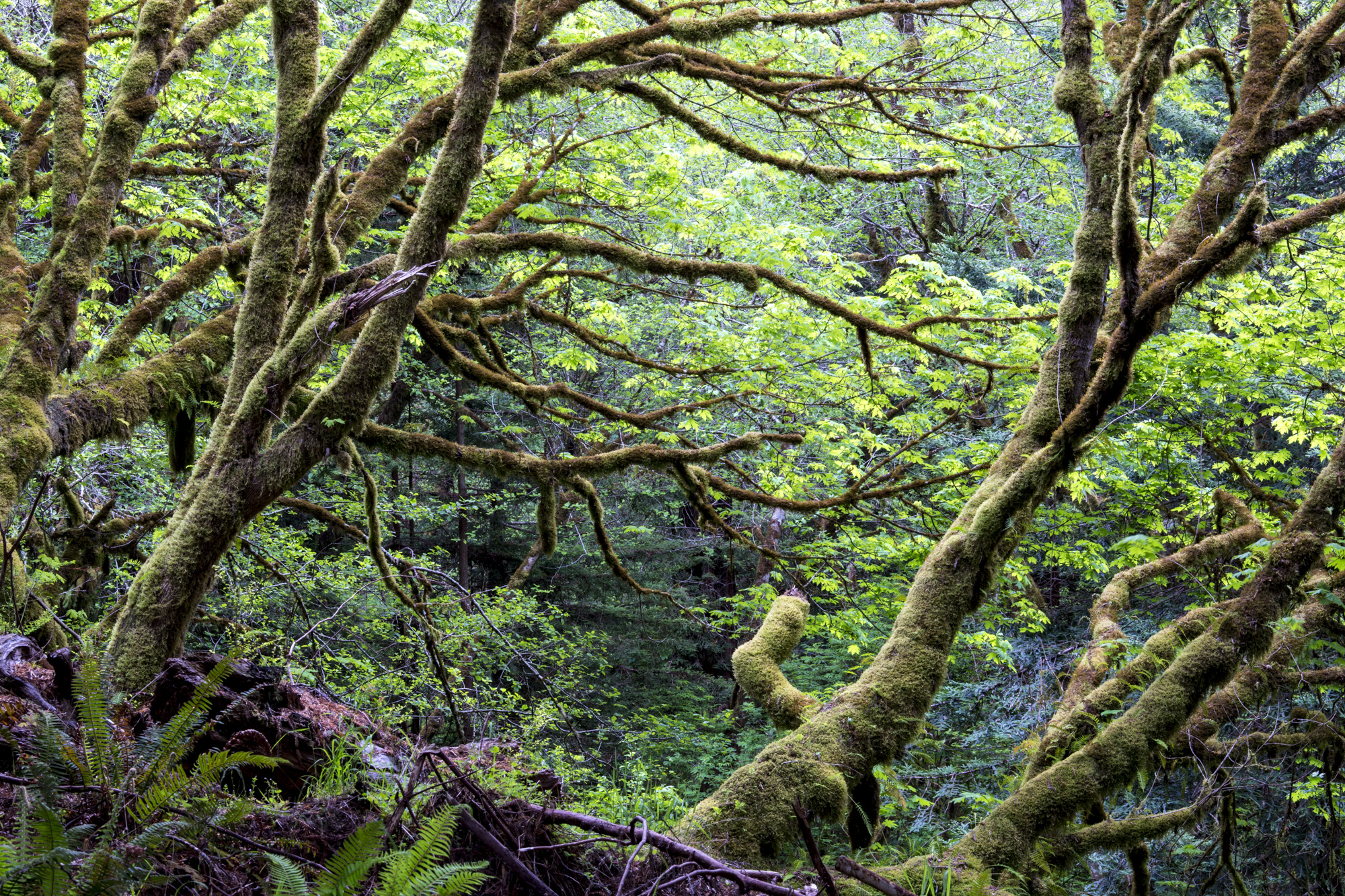
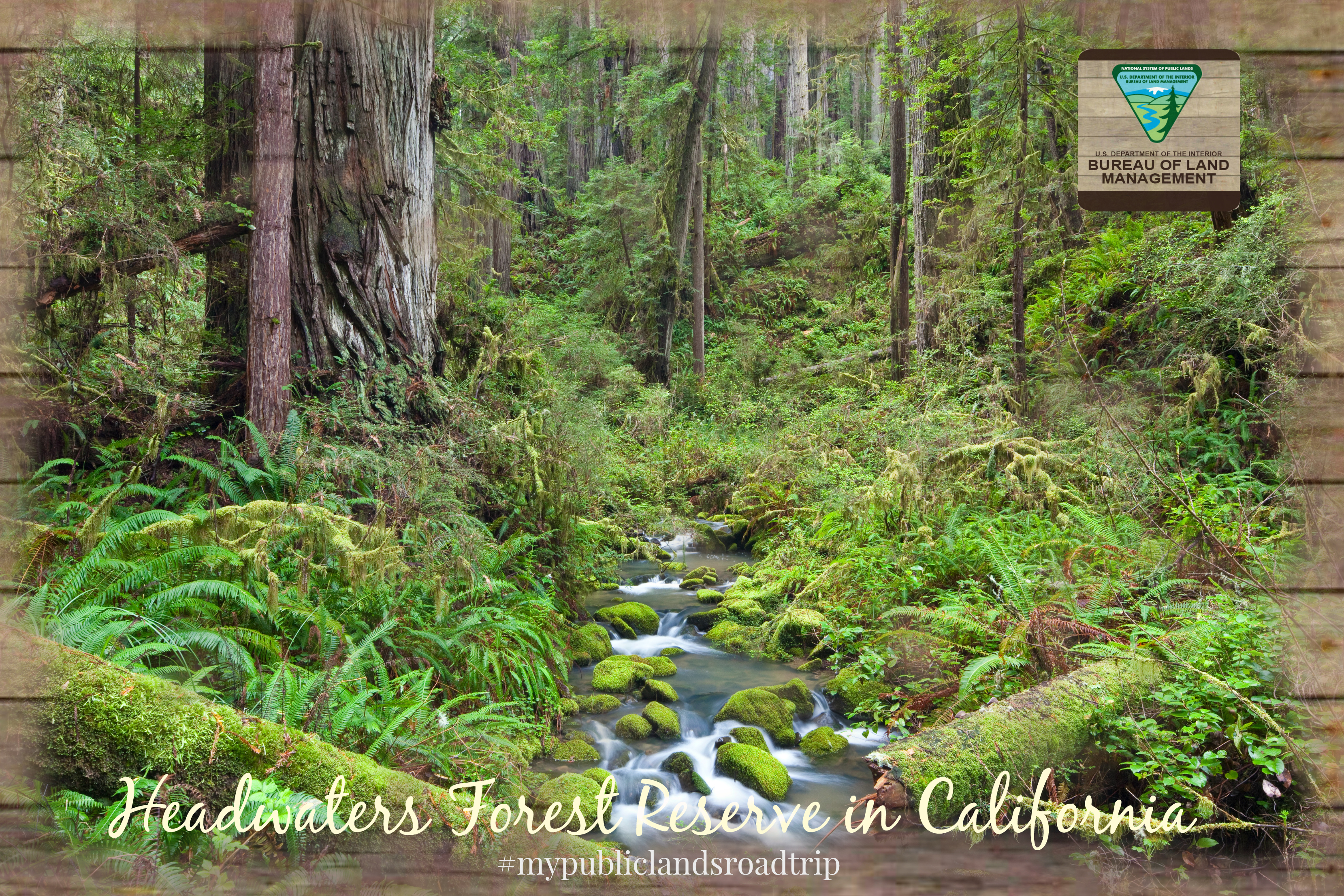
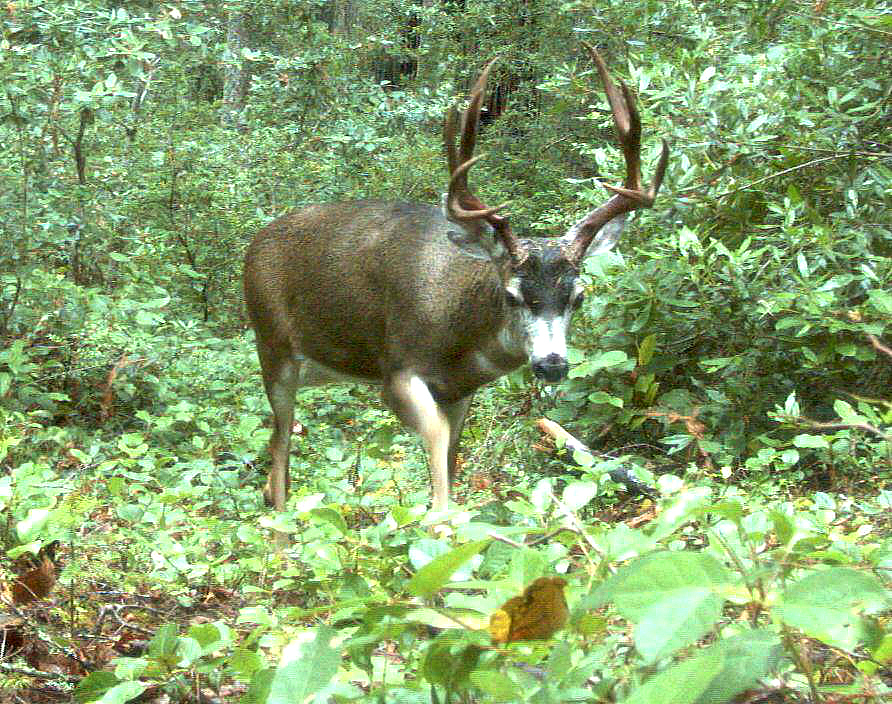